# 川南町立通山小学校
川南町立通山小学校（かわみなみちょうりつ とおりやましょうがっこう）は、宮崎県児湯郡川南町平田（川南町の南東部）にある公立の小学校。

## 概要
歴史
1869年（明治2年）に平田郷学の支校（分校）として創立。1873年（明治6年）に公立小学校となり、1885年（明治18年）に一旦廃止されたものの、1888年（明治21年）には復活。現校名になったのは1953年（昭和28年）。教育令により簡易科が設置された1880年（明治13年）を創立年としており、2020年（令和2年）には、創立140周年を迎えた。
校章
1955年（昭和30年）制定。桜の花弁を背景にして、中央に校名の「通山」の文字（縦書き）を配している。
校歌
1955年（昭和30年）制定。作詞は小森理一、作曲は長友保一、編曲は坂元士郎による。歌詞は3番まであり、各番の歌詞中に校名の「通山」が登場する。
通学区域
「川南町内の学校の通学区域」（川南町ウェブサイト）を参照。中学校区は川南町立国光原中学校。

## 沿革
前史
- 1869年（明治2年）- 「平田郷学校 通山支校」（支校は「分校」）が創立。民家で教授を開始。
- 1872年（明治5年）- 学制が頒布される。
- 1873年（明治6年）- 公立小学校となる。
- 1875年（明治8年）- 「第十七番小学通山校」に改称。
- 1880年（明治13年）12月 - 教育令施行により、簡易科を設置の上、「通山小学校簡易科」となる。
- 1885年（明治18年）5月 - 廃止される。
- 1888年（明治21年）4月 - 「簡易垂門小学校 通山分校」が設置される（3年ぶりに復活）。
- 1889年（明治22年）5月1日 - 町村制施行により、児湯郡2村（平田・川南）が合併の上、「川南村」が発足。
- 1890年（明治23年）-「尋常垂門小学校 通山分校」に改称。
- 1892年（明治25年）4月 - 垂門尋常小学校から分離の上、「通山尋常小学校」として独立。
- 1899年（明治39年）11月 - 新校舎が完成し、移転を完了。
- 1908年（明治41年）4月 - 改正小学校令により、尋常科（義務教育年限）が4年制から6年制に改められる。尋常科5年を新設。
- 1909年（明治42年）
  - 1月 - 校舎を増築。
  - 4月 - 尋常科6年を新設。
- 1921年（大正10年）- 校舎を増築。
- 1941年（昭和16年）4月1日 - 国民学校令施行により、「川南村通山国民学校」に改称。尋常科を初等科に改める。
- 1945年（昭和20年）8月27日 - 終戦から間もない時期に発生した2回の台風により、校舎が倒壊。
- 1947年（昭和22年）4月1日 - 学制改革（六・三制の実施）により、国民学校初等科が、新制小学校「川南村立通山小学校」に改組・改称。
- 1948年（昭和23年）
  - 5月 - 校区改定により、川南村立川南小学校から番野地・東原・坂ノ上・美国ヶ池地区の児童が転入。
  - この年 - 旧軍用地の払い下げを受け、現在地に木造校舎を新築の上、移転を完了。
- 1949年（昭和24年）5月 - 2教室を増築。
- 1951年（昭和26年）4月 - 運動場を拡張。
- 1952年（昭和27年）1月 - 増築校舎が完成。
- 1953年（昭和28年）2月11日 - 町制施行により、「川南町立通山小学校」（現校名）に改称。
- 1955年（昭和30年）3月3日 - 校歌・校旗・校章を制定。
- 1957年（昭和32年）3月 - 学校給食を開始。
- 1961年（昭和36年）3月 - 鉄骨ブロック建校舎（6教室）が完成。
- 1962年（昭和37年）
  - 3月 - 校門が完成。
  - 12月 - 鉄骨ブロック建校舎（4教室等）が完成。
- 1967年（昭和42年）
  - 4月 - 特殊学級を設置。
  - この年 - プールが完成。
- 1970年（昭和45年）8月 - スポーツ少年団（ソフトボール・バレーボール）を結成。
- 1971年（昭和46年）11月 - スポーツ少年団（剣道）を結成。
- 1973年（昭和48年）8月 - 体育館が完成。
- 1977年（昭和52年）5月 - 旧給食室を改造の上、家庭科室とする。
- 1979年（昭和54年）2月 - 鉄筋コンクリート造校舎（4教室等）を増改築。
- 1980年（昭和55年）3月3日 - 創立100周年記念式典を挙行。
- 1981年（昭和56年）- 相撲土俵が完成。岩石園を移転。
- 1989年（平成元年）4月 - 校舎を増改築。現・管理棟が完成。

## 交通
最寄りの鉄道駅
- JR九州 日豊本線 「川南駅」

最寄りのバス停留所
- 川南町トロントロンバス「ローソンルピナスパーク前店」バス停（停留所番号126, 国道10号沿い）・「通山別館」バス停（停留所番号118）[3]

最寄りの幹線道路
- 宮崎県道364号川南港線・宮崎県道302号高鍋美々津線「通山小前」交差点
- 国道10号・宮崎県道364号川南港線 「川南町川南」交差点

## 周辺
- 通山地区コミュニティ・センター
- 川南町消防団第一分団第二部
- 通山農村公園
- 宮崎くみあいチキンフーズ株式会社 川南食品工場
- 宮崎県農業科学公園 ルピナスパーク
- 川南町立国光原中学校
- 宮崎県立農業大学校・農業総合研修センター
- 番野地郵便局

## 参考資料
- 「川南町史」（川南町, 1983年（昭和58年）11月1日発行）p.789～p.799